# Eupogonius flavocinctus
Eupogonius flavocinctus es una especie de escarabajo longicornio del género Eupogonius, tribu Desmiphorini, subfamilia Lamiinae. Fue descrita científicamente por Bates en 1872.

## Descripción
Mide 5 milímetros de longitud.

## Distribución
Se distribuye por Costa Rica, México y Nicaragua.